# Villers-Marmery
Villers-Marmery är en kommun i departementet Marne i regionen Grand Est (tidigare regionen Champagne-Ardenne) i nordöstra Frankrike. Kommunen ligger i kantonen Verzy som tillhör arrondissementet Reims. År 2022 hade Villers-Marmery 558 invånare.

## Befolkningsutveckling
Antalet invånare i kommunen Villers-Marmery
| Referens: INSEE |